# Niewidzialne miasta
Niewidzialne miasta (wł. Le Città Invisibili) – powieść autorstwa Itala Calvina wydana w 1972. Pierwsze polskie wydanie ukazało się w 1975 w tłumaczeniu Aliny Kreisberg.

## Opis
Książka jest zbiorem wyimaginowanych relacji z podróży, które Marco Polo składa Kubłaj-chanowi. Podzielona jest na pięćdziesiąt pięć opisów miast i zawiera dodatkowo dziewięć mikroopowieści ramowych, razem daje to liczbę sześćdziesiąt cztery, czyli liczbę pól na szachownicy. Kubłaj-chan używa jej jako modelu swojego imperium. Miasta są nazwane żeńskimi imionami i są przydzielone do jedenastu kategorii. Każdą relację można zlokalizować dzięki trzem parametrom. Są to: numer rozdziału (cyfra rzymska), seria oraz kolejność w jej obrębie (cyfra arabska).

## Polska recepcja
Niewidzialne miasta odbiły się szerokim echem w Polsce. Odwołuje się do nich wielu pisarzy (min. Sylwia Chutnik, Jacek Dehnel, Agnieszka Drotkiewicz, Magdalena Tulli). W 2014 książka była główną bohaterką festiwalu Warszawa czyta.